# Borki Rozowskie
Borki Rozowskie (deutsch Borken bei Farienen, 1938 bis 1945 Wildheide (Ostpr.)) ist ein Dorf in der polnischen Woiwodschaft Ermland-Masuren. Es gehört zur Landgemeinde Rozogi (deutsch Friedrichshof) im Powiat Szczycieński (Kreis Ortelsburg).

## Geographische Lage
Borki Rozowskie liegt in der südlichen Mitte der Woiwodschaft Ermland-Masuren, 23 Kilometer östlich der Kreisstadt Szczytno (deutsch Ortelsburg).

## Geschichte
Borken (nach 1785 Borken Amt Friedrichshof, vor 1912 Borken bei Friedrichshof) wurde 1707 gegründet. Mit Datum vom 28. Juni 1707 erhielt der Dorfschulze Johann Clzygan den Auftrag, den Ort mit Bauern zu besetzen. Die Einwohner lebten von Ackerbau, Viehzucht und Weben von Leinwand, die sie im nahegelegenen Polen zu verkaufen suchten. Insgesamt waren die Vermögensumstände nicht gut. Erst in den 1920er bzw. 1930er Jahren erlebte das Dorf einen wirtschaftlichen Aufschwung dank der Regulierung der Rosogga (polnisch Rozoga), deren Überschwemmungen immer wieder große Probleme verursachten.
Bis 1945 war die Landgemeinde Borken in den Amtsbezirk Friedrichsfelde (polnisch Chochół) im ostpreußischen Kreis Ortelsburg eingegliedert. Im Jahre 1910 zählte das Dorf 234 Einwohner, 1933 waren es noch 180. Aufgrund der Bestimmungen des Versailler Vertrags stimmte die Bevölkerung in den Volksabstimmungen in Ost- und Westpreußen am 11. Juli 1920 über die weitere staatliche Zugehörigkeit zu Ostpreußen (und damit zu Deutschland) oder den Anschluss an Polen ab. In Borken stimmten 159 Einwohner für den Verbleib bei Ostpreußen, auf Polen entfielen keine Stimmen.
Am 3. Juni – amtlich bestätigt am 16. Juli – 1938 wurde Borken aus politisch-ideologischen Gründen der Abwehr fremdländisch klingender Ortsnamen in „Wildheide (Ostpr.)“ umbenannt. Die Zahl der Einwohner belief sich im Jahre 1939 auf 174.
Als 1945 in Kriegsfolge das gesamte südliche Ostpreußen an Polen fiel, war auch Borken resp. Wildheide davon betroffen. Das kleine Dorf erhielt die polnische Namensform „Borki Rozowskie“ und ist heute als Sitz eines Schulzenamtes (polnisch Sołectwo) eine Ortschaft im Verbund der Landgemeinde Świętajno (Schwentainen, 1938 bis 1945 Altkirchen) im Powiat Szczycieński (Kreis Ortelsburg), bis 1998 der Woiwodschaft Ostrołęka, seither der Woiwodschaft Ermland-Masuren zugehörig. Im Jahre 2011 zählte Borki Rozowskie 94 Einwohner.

## Kirche
Borken bei Farienen resp. Wildheide (Ostpr.) war bis 1945 in die evangelische Kirche Friedrichshof (polnisch Rozogi) in der Kirchenprovinz Ostpreußen der Kirche der Altpreußischen Union sowie in die römisch-katholische Kirche Liebenberg (polnisch Klon) im damaligen Bistum Ermland eingepfarrt. Heute gehört Borki Rozowskie katholischerseits zur Pfarrei Faryny im jetzigen Erzbistum Ermland. Die evangelischen Einwohner orientieren sich zur Pfarrei in Szczytno (Ortelsburg) in der Diözese Masuren der Evangelisch-Augsburgischen Kirche in Polen.

## Schule
Die Schule in Borken resp. Wildheide war 1907 erbaut worden.

## Verkehr
Borki Rozowskie liegt östlich der Landesstraße 59 und ist über den Abzweig bei Faryny (Farienen) auf einer Nebenstraße über Wysoki Grąd (Wysockigrund, 1932 bis 1945 Lindengrund) in Richtung Kolonia (Grünwalde) zu erreichen. Eine Anbindung an den Bahnverkehr besteht nicht.